# Sildfærgen
Rømø-Sild færgen, Sildfærgen eller Syltfaehre er et nordtysk færgeselskab som besejler den ni sømil lange rute mellem Havneby på Rømø og List på Sild. Færgen på ruten er dobbeltenderfærgen SyltExpress fra 2005. Den har plads til ca. 80 personbiler og 599 passagerer. Færgen blev bygget i 2005 på Fiskerstrand Verft i Norge. Overfarten varer cirka 40 minutter. Selve ruten krydser Listerdyb. Sildfærgen er et datterselskab af Förde Reederei Seetouristik fra Flensborg, som også står for sejladsen mellem Aarhus og Kalundborg.

## Historie
Rutesejladsen mellem Rømø og Sild startede i 1963 under det danske rederi Lindinger. Efter Asger Juul Linding Lindingers konkurs, overtog Flensburger Förde Reederei d. 1. maj 1979 driften på Rømø-Sild Linien.

## Tidligere færger på ruten[3]
- Anø (fra 1966: Anø Lindinger)(1963–1975): Bilfærge, kapacitet 250 passagerer og 25 personbiler
- Uthlande/Friesland [4] (1964–1967): Personfærge, kapacitet 200 passagerer
- Sylt (1966–1976): Bilfærge, kapacitet 756 passagerer og 28 personbiler
- Egeskov (1967): Bilfærge, kapacitet 350 passagerer og 14 personbiler
- Rømø (1968–1974): Bilfærge, kapacitet 200 passagerer og 30 personbiler
- Adriana (1970): Personenfærge, kapacitet 200 passagerer
- Mrs Sippi (1971–1978): Personfærge, kapacitet 240 passagerer
- Westerland (1971–1983 og 1991–2005): Bilfærge, kapacitet 400 passagerer og 55 personbiler
- Vikingland (1974–2005): Bilfærge, kapacitet 585 passagerer og 65 personbiler
- Rømø (1980-1982): Personfærge, kapacitet 245 passagerer

## Trivia
SyltExpress blev brugt som location for nogle af scenerne i Roman Polanskis Skyggen (original titel: The Ghost Writer). I filmen optræder SyltExpress som Bay Line Ferries under amerikansk flag.
Scenen hvor hovedpersonen tjekker ind på et hotel er optaget i færgeselskabets bygning i Havneby. I filmen ses bag receptionisten en model af enten Westerland eller Vikingland.

## Eksterne links
- Sildfærgens hjemmeside (tysk) og (dansk)
- www.faergelejet.dk - Side med billeder og oplysninger om færger på ruten
- Færgen Westerland (tysk)
- Privat side om ruten, med billeder af en del af færgerne (tysk)

## Fodnoter
1. ↑  Skibsdata på SyltExpress fra Germanischer Lloyd, hentet 03-12-2013
2. ↑  Det har ikke været muligt at finde præcise oplysninger om Lindingers konkurs. Nogle kilder siger 1978, andre 1979.
3. ↑  Kilderne er ikke verificerbare, nogle kilder endda i modstrid med hinanden
4. ↑  Forskellige kilder angiver en personfærge med kapacitet til 200 passagerer der har sejlet på ruten i årene 1964-1976, men med forskellige navne.

55°02′42″N 8°29′37″Ø / 55.045°N 8.49366°Ø